# Léonce Quentin
Léonce Gaston Quentin (ur. 16 lutego 1880 w Chartres, zm. 1 grudnia 1957 w Vincennes) – francuski łucznik, czterokrotny medalista olimpijski, mistrz świata.
Quentin startował na Letnich Igrzyskach Olimpijskich 1920 w Antwerpii.  Podczas tych igrzysk sportowiec sklasyfikowany został w czterech konkurencjach i we wszystkich zdobył medale olimpijskie. W jedynej konkurencji indywidualnej, w której brał udział, zajął drugie miejsce, przegrywając z Belgiem Hubertem Van Innisem. Zdobył trzy medale w zawodach drużynowych. Wszystkie te konkurencje były jednak słabo obsadzone; w zawodach indywidualnych startował bowiem tylko on i Van Innis, a w drużynowych tylko dwie ekipy (Belgia i Francja); wyjątkiem było strzelanie drużynowe z 28 m, gdzie oprócz tych dwóch startowała jeszcze Holandia (Holendrzy zdobyli nawet złoto).
Wziął udział w I Mistrzostwach Świata w Łucznictwie w 1931, indywidualnie będąc 5. i zdobywając mistrzostwo świata z drużyną.